# World B. Free
World B. Free, conosciuto precedentemente come Lloyd Bernard Free (Atlanta, 9 dicembre 1953), è un ex cestista e dirigente sportivo statunitense, professionista nella NBA.
Nel 1981 ha cambiato il nome in World B. Free. Per qualche anno ha fatto parte dello staff tecnico dei Philadelphia 76ers.

## Carriera
È stato selezionato dai Philadelphia 76ers al secondo giro del Draft NBA 1975 (23ª scelta assoluta).

## Statistiche

### NBA

#### Regular Season
| Anno      | Squadra             | PG  | PT  | MP   | TC%  | 3P%  | TL%  | RP  | AP  | PRP | SP  | PP   |
| --------- | ------------------- | --- | --- | ---- | ---- | ---- | ---- | --- | --- | --- | --- | ---- |
| 1975-1976 | Philadelphia 76ers  | 71  | 5   | 15,8 | 44,8 | -    | 60,2 | 1,8 | 1,5 | 0,5 | 0,1 | 8,3  |
| 1976-1977 | Philadelphia 76ers  | 78  | 37  | 28,9 | 45,7 | -    | 72,0 | 3,0 | 3,4 | 1,0 | 0,3 | 16,3 |
| 1977-1978 | Philadelphia 76ers  | 76  | 5   | 27,0 | 45,5 | -    | 73,1 | 2,8 | 4,0 | 0,9 | 0,5 | 15,7 |
| 1978-1979 | San Diego Clippers  | 78  | -   | 37,9 | 48,1 | -    | 75,6 | 3,9 | 4,4 | 1,4 | 0,4 | 28,8 |
| 1979-1980 | San Diego Clippers  | 68  | -   | 38,0 | 47,4 | 36,0 | 75,3 | 3,5 | 4,2 | 1,2 | 0,5 | 30,2 |
| 1980-1981 | G.S. Warriors       | 65  | -   | 36,5 | 44,6 | 16,1 | 81,4 | 2,4 | 5,6 | 1,3 | 0,2 | 24,1 |
| 1981-1982 | G.S. Warriors       | 78  | 78  | 35,8 | 44,8 | 17,9 | 74,0 | 3,2 | 5,4 | 0,9 | 0,1 | 22,9 |
| 1982-1983 | G.S. Warriors       | 19  | 18  | 36,8 | 45,1 | 0,0  | 71,1 | 2,3 | 4,7 | 0,8 | 0,2 | 22,8 |
| 1982-1983 | Cleveland Cavaliers | 54  | 51  | 35,9 | 45,8 | 35,7 | 74,7 | 2,9 | 3,7 | 1,5 | 0,2 | 24,2 |
| 1983-1984 | Cleveland Cavaliers | 75  | 71  | 31,7 | 44,5 | 31,9 | 78,4 | 2,9 | 3,0 | 1,3 | 0,1 | 22,3 |
| 1984-1985 | Cleveland Cavaliers | 71  | 50  | 31,7 | 45,9 | 36,8 | 74,9 | 3,0 | 4,5 | 1,1 | 0,2 | 22,5 |
| 1985-1986 | Cleveland Cavaliers | 75  | 75  | 33,8 | 45,5 | 42,0 | 78,0 | 2,9 | 4,2 | 1,2 | 0,3 | 23,4 |
| 1986-1987 | Philadelphia 76ers  | 20  | 2   | 14,3 | 31,7 | 22,2 | 76,6 | 1,0 | 1,5 | 0,3 | 0,2 | 5,8  |
| 1987-1988 | Houston Rockets     | 58  | 0   | 11,8 | 40,9 | 22,9 | 80,0 | 0,8 | 1,0 | 0,3 | 0,1 | 6,4  |
| Carriera  | Carriera            | 886 | 392 | 30,4 | 45,6 | -    | 75,3 | 2,7 | 3,7 | 1,0 | 0,3 | 20,3 |

#### Playoffs
| Anno     | Squadra             | PG | PT | MP   | TC%  | 3P% | TL%  | RP  | AP  | PRP | SP  | PP   |
| -------- | ------------------- | -- | -- | ---- | ---- | --- | ---- | --- | --- | --- | --- | ---- |
| 1976     | Philadelphia 76ers  | 3  | -  | 20,7 | 39,3 | -   | 76,9 | 0,3 | 1,7 | 1,0 | 0,0 | 10,7 |
| 1977     | Philadelphia 76ers  | 15 | -  | 18,7 | 37,1 | -   | 68,8 | 2,1 | 1,9 | 0,8 | 0,5 | 11,9 |
| 1978     | Philadelphia 76ers  | 10 | -  | 26,8 | 41,1 | -   | 72,8 | 3,1 | 3,7 | 0,4 | 0,6 | 16,1 |
| 1985     | Cleveland Cavaliers | 4  | 4  | 37,5 | 44,1 | 0,0 | 92,0 | 2,5 | 7,8 | 1,5 | 0,0 | 26,3 |
| 1988     | Houston Rockets     | 2  | 0  | 6,0  | 0,0  | 0,0 | -    | 1,0 | 0,5 | 0,0 | 0,0 | 0,0  |
| Carriera | Carriera            | 34 | 4  | 22,7 | 39,8 | 0,0 | 74,0 | 2,2 | 3,0 | 0,7 | 0,4 | 14,0 |

## Palmarès
- All-NBA Second Team (1979)
- NBA All-Star (1980)
- Campione USBL (1987)
- USBL Postseason MVP (1987)
- USBL Man of the Year (1987)
- All-USBL First Team (1987)